# Gérard Vergnaud
Pour les articles homonymes, voir Vergnaud.
Gérard Vergnaud, né le 8 février 1933 à Doué-la-Fontaine et mort le 6 juin 2021, est un mathématicien et psychologue français. Il est directeur de recherche au CNRS et spécialiste des questions de didactique des mathématiques.

## Biographie
Né au sein d'une famille modeste Gérard Vergnaud est élève au lycée d'Angers. Il obtient le diplôme de l'École des hautes études commerciales de Paris en 1956. Il s'oriente ensuite vers des études de psychologie, et obtient une licence en 1961 et un diplôme de psychologie expérimentale et comparée en 1962. Il soutient sa thèse de doctorat intitulée La réponse instrumentale comme solution de problème : contribution, sous la direction de Jean Piaget à l'université de Genève.
Il mène l'ensemble de sa carrière professionnelle à partir de 1962 au CNRS, comme stagiaire de recherche, puis comme chargé de recherche en 1968. Il est promu maître de recherche en 1974, puis il est directeur de recherche de 1983 à 1999. Il préside le Comité d’orientation et d’évaluation de la formation du CNRS jusqu'en 2001.

## Activités de recherche
Influencé par les travaux de Jean Piaget, puis de Lev Vygotski, il s'intéresse à l'activité de l'enseignant et à son rôle dans l’appropriation des connaissances mathématiques. 
Il élabore la théorie des champs conceptuels, qui décrit comment les enfants développent une compréhension des mathématiques[réf. souhaitée].
Il s'intéresse particulièrement à la didactique des mathématiques et est cofondateur en 1976 du International Group for the Psychology of Mathematical Education (PME), dont il est président de 1977 à 1982. Il participe également au séminaire national de didactique des mathématiques dès 1977.
Jean-François Richard souligne son apport dans l'apprentissage des mathématiques: "Le travail de Gérard Vergnaud a été profondément novateur dans la mesure où il repose sur l’idée que l’apprentissage des mathématiques est basé sur l’expérience des situations dans lesquelles s’appliquent les mathématiques pour que les concepts enseignés puissent prendre du sens... , Gérard Vergnaud a commencé de tracer le chemin pour passer de la réussite à la compréhension : c’est ce qu’il appelle la conceptualisation. Il a ainsi ancré la psychologie au cœur de la recherche sur l’enseignement des mathématiques."

## Publications
- L’enfant, la mathématique et la réalité : problèmes de l'enseignement des mathématiques à l'école élémentaire , Berne, Peter Lang, 1981[6]
- Avec Guy Brousseau, Michel Hulin (dir.), Didactique et acquisition des connaissances scientifiques, Actes du colloque de Sèvres, Grenoble, La Pensée Sauvage, 1987
- Avec Jean Pailhous (dir.), Adultes en reconversion : faible qualification, insuffisance de la formation ou difficultés d'apprentissage ?, préface de Hubert Curien, La Documentation française, 1989
- Les sciences cognitives en débat, première école d’été du CNRS sur les sciences cognitives, éditions du CNRS, 1991
- Avec Francis Ginsbourger, Vincent Merle, Formation et apprentissage des adultes peu qualifiés, préface de Bernard Decomps, La Documentation française, 1992
- Avec Éric Plaisance, Les Sciences de l’éducation, La Découverte, 1993
- Lev Vygotski pédagogue et penseur de notre temps, Hachette éducation, 2000

## Hommages et distinctions
- 1995 : docteur honoris causa de l'université de Genève[7]
- Docteur honoris causa de l'Université Nationale du Centre de l’État de Buenos Aires (2011)[2],
- Membre de l’Académie des sciences psychologiques de Russie (1996)[2]